# Lollipop (canción de 1958)
«Lollipop» es una canción pop escrita por Julius Dixson y Beverly Ross en 1958. Fue grabada por el dúo interracial Ronald & Ruby (Beverly Ross utilizaba el seudónimo "Ruby"); pero la posterior versión a cargo de Chordettes es la más exitosa y conocida.

## Orígenes
La canción surgió como excusa, cuando Julius Dixson llegaba tarde para una sesión de composición musical, le explicó a Beverly Ross que llegaba tarde porque a su hija se le había pegado una paleta (lollipop) en el pelo. A Ross le gustó como sonaba la palabra y grabó una demo de la canción con Ronald Gumm, un vecino de 13 años de Dixson, bajo el nombre de Ronald & Ruby. Ruby es el seudónimo que tuvo que por razones de seguridad, los dúos interraciales estaban amenazados en aquella época.
RCA lo lanzó y logró el puesto #20.

## Versiones
La versión más famosa es la del cuarteto vocal femenino The Chordettes cuya versión llegó al  #2 y #3 del Billboard. La canción se convirtió en un éxito mundial y fue #6 en el Reino Unido, donde hubo también una versión de The Mudlarks, la cual fue #2.
Otra versión de la canción estuvo grabada por Bobby Vee en 1961.
La banda argentina Viuda e hijas de Roque Enroll tuvo un éxito en los años 80s utilizando fragmentos de la canción, en plan música divertida.
La canción tuvo una versión de Sharon, Lois & Bram, en 1995.
Squeak E. & Desert Eagles la versinaron para el film de 2009 Whip it.
La canción fue cantada por Sophie Green en la película animada Planeta 51 (2009).
La canción original es usada en el videojuego de 2010 Lollipop Chainsaw.
En 2009, trabajadores de la fábrica cantan la canción en un anuncio de Dell.
La canción es cantada por tres pájaros en la película de 2016 Sing.